# Globe Trekker
A Globe Trekker egy, a Pilot Productions által rendezett televíziósorozat, ami a világ országait és szokásait mutatja be. Nagy-Britanniából indult és a Lonely Planet című útikönyvek ihlették. A sorozat 1994-ben indult és azóta több, mint 40 országban sugározzák 6 kontinensen.
A műsor gyakran olyan helyeket mutat be, ami nem igazán ismert a turisták által. Minden epizódnak van egy műsorvezetője, aki kamerás csapattal utazik országról országra és élvezik a látványt, a helyi kultúrát, az ételeket. Vannak különleges epizódok, amelyek mélyebben mutatják be az adott ország ünnepeit, a vásárlási lehetőségeket, tengerpartokat vagy ételeket. A műsorvezetők sokszor részt vesznek az éppen zajló ünnepségeken, esküvőkön, egyházi szertartásokon vagy a társadalomtól távol élő embereket látogatják meg. Gyakran megtörténik, hogy más utazókkal is találkoznak, akikkel riportot készítenek és jótanácsokat kérnek tőlük.

## Információk
Egy epizód általában 12-15 hét alatt készül el, amiből legkevesebb 4 hét kutatás, 3 hét tervezés és felkészülés, 2-3 hét filmezés és kb. 3 hét mire megszerkesztik úgy, ahogy műsorra kerül.
A műsorvezető általában 5-6 emberrel dolgozik együtt, akik sosem szerepelnek a műsorban. Ez a legénység kamerásból, producerból, rendezőből és hangtechnikusból áll. A sofőrt mindig az adott helyen fogadják fel és egy helyen 3 esténél sosem töltenek többet.

## Külső hivatkozások
- Hivatalos weboldal Archiválva 2013. szeptember 7-i dátummal a Wayback Machine-ben
- IMDb